# Oligodon maculatus
Oligodon maculatus este o specie de șerpi din genul Oligodon, familia Colubridae, descrisă de Taylor 1918. A fost clasificată de IUCN ca specie cu risc scăzut. Conform Catalogue of Life specia Oligodon maculatus nu are subspecii cunoscute.